# Hadiyah-Nicole Green
Hadiyah-Nicole Green est une physicienne médicale américaine. Ses travaux portent sur le développement d'un nouveau traitement du cancer à l'aide de nanoparticules activées par laser.

## Carrière
Hadiyah-Nicole Green  a perdu ses parents très tôt et a été élevée par son oncle et sa tante à Saint Louis dans le Missouri. Elle a étudié à l'Alabama A&M University où elle a obtenu une licence en Physique et optique en 2003. Elle a ensuite étudié à l'Université d'Alabama de Birmingham où elle obtenu un master en 2009 et un doctorat de physique en 2012. Elle est la 2e femme noire à recevoir un doctorat en physique à l'Université d'Alabama de Birmingham où elle a commencé ses recherches sur les nanoparticules. Elle enseigne et dirige ses recherches depuis 2013 à l'Université Tuskegee et depuis avril 2016 à la Morehouse School of Medicine à Atlanta.